# Фернандес, Росарио
Росарио дель Пилар Ферна́ндес Фигеро́а (исп. Rosario Del Pilar Fernández Figueroa; род. 9 ноября 1955, Лима) — перуанский политик, премьер-министр Перу с 19 марта по 28 июля 2011 года.
Родилась в семье юриста, заместителя министра юстиции. Окончила Папский католический университет Перу, где изучала право. Занималась адвокатской практикой, преподавала в альма-матер. В 1988 году была сооснователем адвокатской конторы и работала в ней до начала работы в правительстве. В 2007—2009 и в 2010—2011 годах — министр юстиции. По её инициативе в Перу была расширена сеть пенитенциарных учреждений и проведена судебная реформа.
На следующий день после отставки 18 марта 2011 года Хосе Антонио Чанга президент Алан Гарсиа Перес назначил Фернандес новым премьер-министром. В отличие от своего предшественника, Фернандес не состоит в партии APRA (Американский народно-революционный альянс).
Замужем, имеет двух дочерей.